# Centruroides thorellii
Espèce
Synonymes
- Centrurus thorellii Kraepelin, 1891

Centruroides thorellii est une espèce de scorpions de la famille des Buthidae.

## Distribution
Cette espèce se rencontre au Guatemala et au Salvador.
En 2017, une femelle de cette espèce a été introduite accidentellement en Angleterre et confiée au Exotic Pet Refuge.

## Description
Le mâle décrit par Sissom en 1995 mesure 36,80 mm et la femelle 38,55 mm.

## Étymologie
Cette espèce est nommée en l'honneur de Tord Tamerlan Teodor Thorell.

## Publication originale
- Kraepelin, 1891 : « Revision der Skorpione. I. Die Familie des Androctonidae. » Jahrbuch der Hamburgischen Wissenschaftlichen Anstalten, vol. 8, p. 143-286 (texte intégral).